# São Paulo Challenger 1983
Il São Paulo Challenger 1983 è stato un torneo di tennis facente parte della categoria ATP Challenger Series nell'ambito dell'ATP Challenger Series 1983. Il torneo si è giocato a San Paolo in Brasile dal 28 marzo al 3 aprile 1983 su campi in terra rossa.

## Vincitori

### Singolare
Zoltán Kuhárszky ha battuto in finale  Víctor Pecci con il punteggio di 6–4, 4–6, 6–1

### Doppio
Zoltán Kuhárszky /  Gabriel Mattos hanno battuto in finale  Víctor Pecci /  Hugo Roverano con il punteggio di 6–2, 3–6, 6–3